# 엠리스 킬러브루
엠리스 킬러브루(영어: Emrys Killebrew)는 마블 코믹스의 등장인물로, 데드풀을 탄생한 웨펀 엑스 실험을 주도한 인물이다. 1994년 8월 《데드풀: 과거의 죄》 1호에 처음 등장했고, 마크 웨이드와 이언 처칠가 공동 창작하였다.